# バッセム・ユセフ
バッセム・ユセフ（1974年3月22日生まれ）は、エジプト系アメリカ人のコメディアン、テレビ司会者、そして外科医である。

## 概要
彼のキャリアは、2011年エジプト革命の経験に触発された『The B+ Show』(2011年) から始まり、その後、エジプトの政治を風刺するコメディ番組『エル・ベルナメグ』(2011年～2014年) の司会として一躍有名になった。2015年にはニューヨーク市で開催された第43回国際エミー賞の司会を務めた。
2013年、ユセフは『世界で最も影響力のある100人』の1人に選ばれ、また『フォーリン・ポリシー』誌の「世界をリードする100人の思想家」にも選ばれた。彼の人生とキャリアは、2017年のアメリカのドキュメンタリー映画『Tickling Giants』で描かれ、同年に『Revolution For Dummies』も著した。2023年、ユセフは2023年ハマスによるイスラエルへの攻撃および広範なイスラエル・パレスチナ紛争について語った『ピアーズ・モーガン・アンセンソード』のバーチャルインタビューに参加し、国際的なメディアの注目を集めた。

## 経歴
カイロで生まれ、現在は妻のハラと娘のナディアと共にカイロに住んでいる。
1998年にカイロ大学医学部を卒業。心臓病専門医として働いた後、2011年にタハリール広場での衝突を目撃し、その際に若い革命家たちを何度も支援した。この経験を経て、YouTubeで風刺番組「Al Bernameg」を制作・司会するようになる。その後、大きな成功を収め、エジプトのテレビ局からのオファーを受け、テレビ番組（CBC、MBC MASR）の司会を務める。
現在は強制亡命により、妻と娘と共にカリフォルニア州オークランドに住んでいる（アブドルファッターフ・アッ＝シーシー将軍からの逮捕状により）。
彼の物語は、サラ・タクスラー監督による2016年のドキュメンタリー映画『Tickling Giants』で語られた。

### 職業生活
2011年にエジプト革命に応えて、YouTubeで番組『The B+ Show』を開始し、風刺活動を始める。
彼は、タウフィーク・オカーシャ、音楽家アムル・モスタファ、2012年エジプト大統領選のサラフィー派候補ハーゼム・サラーフ・アブー・イスマイル、そして国際原子力機関の元総長モハメド・エルバラダイなどの有名人をパロディ化している。また、2012年6月21日には、ジョン・スチュワートの風刺番組にも出演した。
2013年1月1日、大統領モハメド・モルシを中傷したとして起訴され、モルシのスタッフによれば、ユースフのショーは「虚偽の情報を流し、公共の秩序と安全を乱し、行政に悪影響を与える」とされた。その後、現エジプト大統領のアブドルファッターフ・アッ＝シーシー将軍から逮捕状が出された。2013年4月には、タイム誌の「世界で最も影響力のある100人」の一人に選ばれた。

### 2015年以降: アメリカでのキャリア
2015年1月、ハーバード大学政治研究所 (IOP) が、ジョン・F・ケネディ行政大学院においてユースフが春学期のレジデント・フェローに就任すると発表した。2015年2月、ユースフが『The Daily Show』のプロデューサーであるサラ・タクスラーと協力し、彼の経験に基づくドキュメンタリー『Tickling Giants』のためのクラウドファンディングキャンペーンを開始することが発表された。ユースフは、「彼女が当時『The Daily Show』で働いていたので、ジョン・スチュワートと一緒に仕事をしている誰にも断りたくなかった。だから彼の機嫌を損ねないように『はい』と言ったが、実際には大した違いはなかった」と述べている。
2015年11月、ユースフはニューヨーク市で開催された第43回国際エミー賞の司会を務めた。2016年秋、ユースフはスタンフォード大学の民主主義・発展・法の支配センター (CDDRL) の客員研究員となり、彼の研究テーマは「政治風刺と、それが政治的、社会的、宗教的なタブーを揺るがす役割」に関するものであった。
2016年2月、ユースフがFusionと契約し、デジタルシリーズ『Democracy Handbook with Bassem Youssef』を制作することが発表された。この番組は2016年7月中旬にオンラインと1時間の特別放送としてプレミアされた。サラ・タクスラー監督によるユースフのドキュメンタリー映画『Tickling Giants』は、2016年4月14日にトライベッカ映画祭で初公開された。ジョン・オリバーとエド・ヘルムズが、ロサンゼルスでの上映時のQ&Aセッションでモデレーターを務めた。

#### イスラエル・ハマス戦争に関する活動
2023年10月、ユースフはArtists4Ceasefireの公開書簡に署名し、大統領ジョー・バイデンに対してイスラエル・ハマス戦争の停戦と終結を求めるよう呼びかけた。2023年10月17日、ユースフは『ピアーズ・モーガン・アンセンソード』のバーチャルインタビューに登場し、最近の2023年ハマスによるイスラエルへの攻撃やその後のイスラエル・ハマス戦争、さらに広範なイスラエル・パレスチナ紛争について、しばしば風刺を交えながら語り、国際的なメディアの注目を集めた。また、進行中のロシアのウクライナ侵攻との比較を行い、ガザ地区におけるイスラエル軍の戦術を批判し、西側諸国がイスラエルの攻撃に対する対応をロシア軍が行った場合、どのように受け止められるかを問いかけた。この動画は10月22日までに1700万回視聴され、チャンネル内で最も視聴された動画となった。2023年11月1日、ユースフはピアーズ・モーガンがロサンゼルスを訪れ、彼とより真剣な議論を行った後、再び番組に招かれ、今回は風刺を控えめにして、反ユダヤ主義や歴史的なアラブ・イスラエル紛争について討論した。
ユースフは、モーガンとのインタビュー以来、PBD Podcastや、ABC News (Australia)、Lex Fridmanのポッドキャスト、LeBatardのYouTube番組、TRT World、アル・アラビーヤ、インディア・トゥデイ、およびBBCのHARDtalkなど、さまざまなポッドキャストやニュースチャンネルで引き続きパレスチナ民族主義的な発言を続けている。2024年大統領選挙に関して、ユースフはインタビューでドナルド・トランプ元大統領が当選することには気にしないが、ジョー・バイデン大統領の再選を望んでいないと述べた。彼の言葉を借りれば、「私たちが彼（バイデン）に求めたのは停戦だけだった。殺し合いをやめろ。殺し合いをやめろ」と語った。